# ふりーむ
有限会社ふりーむ（英：FREEM CO LTD、またはFreem Inc）は、兵庫県西宮市に本社を置く、ゲームサイトの運営や、イベントのプロモーションなどを行う企業である。
本項では、「ふりーむ！」などの同社が運営するウェブサイトや、「FREE GAME AWARDS」「ふりーむ！ゲームコンテスト」など同社主催のコンテストについても述べる。

## 概要と歴史
2000年2月（2001年2月とも）、創立者の大西健太郎が大学在学中に個人サイトとして「ふりーむ！」を立ち上げた。設立当初は運営組織をメイプルリーフ（Maple Leaf）と称していたが、2004年11月11日に有限会社ふりーむとして法人化された。
2002年から各種ゲームコンテストを主催しているほか、2003年より開催されているHSPプログラムコンテストにも毎年協賛している。
2005年には、自社で開発したゲームを発表している。
2010年より通信講座を開講していたが、2013年に受講受付を終了した。
2011年3月、東日本大震災への復興支援として「無料ゲーム募金」を実施すると発表した。3月中に新作ゲームが公開（登録）された本数に合わせて日本赤十字社へ寄付を行っている。
2014年9月より、自社で制作したLINEスタンプの販売を開始した。
2015年4月現在有限会社ふりーむ（企業）のウェブサイトは存在せず、企業情報は「ふりーむ！」内に掲載されている。

## ウェブサイト

### ふりーむ！
無料のパソコンゲーム（フリーゲーム）の紹介および配信を行うウェブサイトである。ふりーむ！フリーゲームライブラリと表記される場合もある。有限会社ふりーむのメイン事業である。
Windowsプラットフォームで実行可能なダウンロード形式のゲームで、かつ無料でユーザー登録（アカウント作成）が不要なものに限っている。有料ゲームやFlashゲーム、スマートフォン向けゲームの取り扱いはない。
掲載されるゲームは、全て運営会社で審査を行っている。ただし、原則としてウイルスチェックと動作確認以外は行っておらず、ゲームの完成度で合否が決まることはない。成人向けゲームの掲載は一切受け付けていないが、ゲームの物語上必要な場合に限り、例外的に認められることがあるとしている。運営開始直後は、ゲームを登録するには名前や住所など個人情報の登録が必須だったが、2012年6月のサイトリニューアルに伴い個人情報の登録が不要となった。

#### 利用者数
掲載ゲーム数は、2011年11月に3496本、2012年6月に3861本、2014年6月に6000本、2014年12月に7000本、2015年3月に7500本に達している。
総ダウンロード数は、2001年11月に30万本、2002年1月に50万本、同年6月に100万本に達しており、2011年11月に累計2300万本と発表されている。
また、登録されているゲーム制作者数およびブランド数は、2011年11月時点で2002人、2015年4月時点で5000件を越えていると公表している。

### ふりーむ！素材ライブラリ
ゲームなどの創作に必要となるデータ素材を提供するウェブサイト（素材屋）である。無償で利用できる素材と有償素材があり、商用利用の条件も作品ごとに異なる。
2013年2月26日に音声素材をダウンロードできるサービスとしてスタートした。2014年05月28日、音声データに加えてドット絵データの提供も開始した。

### その他
「ふりーむ！」以外にも多数のウェブサイトを運営しているが、一度に全て発表・公表されたことはなく、運営するサービス数（ウェブサイト数）の実態は不明である。
各ウェブサイトにおいて運営元記載の有無は統一されておらず、該当サイト上だけでは、同社が運営していることを確認できないサービスも存在する。

## コンテスト

### FREE GAME AWARDS
ふりーむ！が主催となり2002年から2004年まで3回開催された、他のフリーゲーム紹介サイトとの共同企画である。
予めノミネートされた作品の中から、一般ユーザーの投票により決定された。2004年のみアイディアファクトリーが開催に協力している。
2005年以降は開催されておらず、今後の開催予定についても説明はない。

### ふりーむ！ゲームコンテスト
2005年から2018年まで主催していたゲームコンテストである。2018年度を最後に打ち切りとなった（後述）。
作品は制作者自ら応募する必要がある。応募作品はコンテスト期間中はふりーむ！以外で配布することを禁止しているが、コンテスト終了後の制限はない。コンテストで受賞した場合、説明書などに受賞した趣旨を記載することを要求している。2013年に開催された第9回からサーバなどのネットワーク機器へ接続するゲームは禁止されたため、必然的にオンラインゲームは応募できなくなった。
東京ゲームショウ2006では、受賞作品を収録したCDを配布した。
2018年開催の第14回をもって、「コンテスト規模が大きくなり種々多様なご要望が増え、全参加者への高い配慮が必要な傾向が高ま」ったことや「『評価の場』としての位置づけとは異なるご要望が増え」たことを理由に廃止することが発表された。なお大西は個人名義のtwitterにて、実は第13回の終了から間もない時点で廃止を検討していたことを示唆しており、その回の審査に絡んで発生した内部的トラブルを理由に挙げている。

### 乙女ゲーム・オブ・ザ・イヤー
2007年から2011年まで5回開催された、乙女ゲームのコンテストである。主催は乙女ゲーム・オブ・ザ・イヤー実行委員会であるが、実行委員会自体はふりーむが運営していた。
コンテストに審査員の概念はなく、ユーザーの人気投票で受賞作品が決定されていた。
2012年以降の開催は発表されていない。

## 通信講座

### ふりーむ！ゲームデザインスクール
2010年3月から同社が開講していた通信講座である。
主に個人ゲームクリエイターを対象としており、科学的な知識（観点）からゲームデザインを学べる通信講座として業界初をうたっていた。2011年7月に開講した第3期から受講特典が追加されている。
2013年3月、同月をもって受講受付を終了すると発表した。